# Playmate
 (décembre 2022).
Le mot playmate (littéralement « camarade de jeu » en anglais) désigne une femme ayant posé comme modèle pour le dépliant central du magazine de charme Playboy (le terme continue à être employé après la fin de la publication du magazine : le présent article se limite à la période antérieure à sa disparition).
Le terme n'est pas employé pour tous les modèles du magazine, comme pour les femmes ayant partagé la vie d'Hugh Hefner, pouvant aussi avoir posé pour Playboy, sauf si elles ont été le sujet de l'article central du magazine, telles Holly Madison ou Barbi Benton. On distingue également ce terme de Bunny (hôtesse dans un club Playboy) ou de Cyber Girl (modèle posant pour le site Internet du magazine).

## Le concept

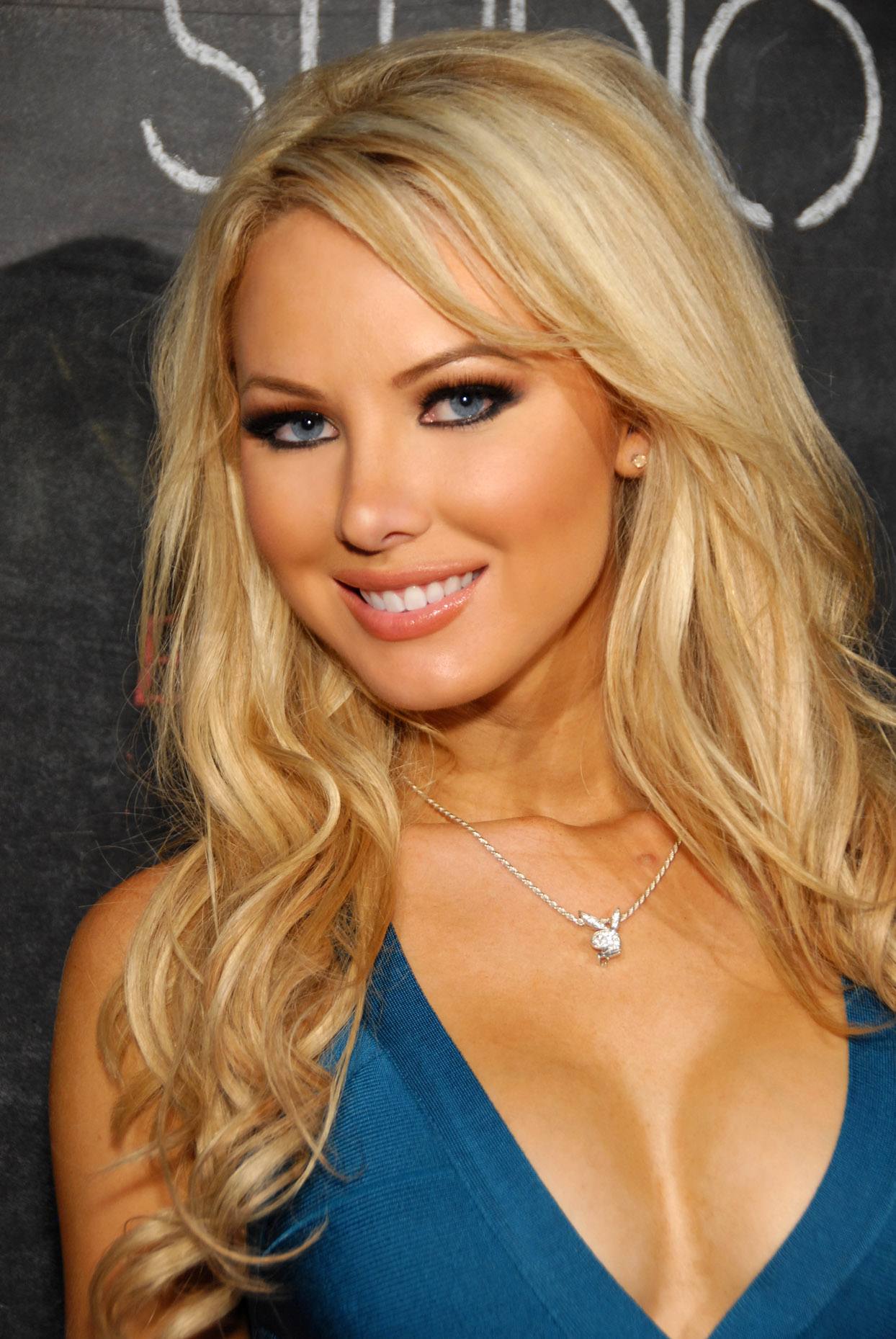
Cybergirl puis Playmate : Miss Septembre 2011, Tiffany Toth portant un pendentif au logo de Playboy.

Le mot anglais playmate signifie « camarade de jeu ». À l'origine, il est utilisé en anglais principalement pour parler d'un enfant. Dès janvier 1954, le fondateur de Playboy, Hugh Hefner, l'utilise pour désigner les modèles féminins dénudés posant pour les pages centrales de son magazine. Il a été adopté tel quel en français dans ce sens.
Chaque mois est présentée une nouvelle jeune femme qui devient la playmate du mois (« playmate of the month » ou en abrégé PMOM), et que l'on désigne par Miss suivi du mois de son apparition (exemple : Miss April 1995). Certaines sont présentées sous leur véritable identité, mais beaucoup adoptent un pseudonyme.
La playmate du mois est le sujet, chaque mois, d'un article occupant plusieurs pages centrales du magazine. Un texte la présente, illustré de photographies, majoritairement nue. À l'article sont adjoints le dépliant central et, à partir de Juillet 1977, la Playmate Data Sheet. Le but affiché est de faire apparaître la Playmate comme une jeune femme moderne et décomplexée, sympathique, attirante, proche du lecteur. Le texte d'accompagnement, largement idéalisé, laisse généralement entendre que la playmate est célibataire et libre, même si dans la réalité nombre d'entre elles sont mariées ou en couple, voire déjà mères ou enceintes, lors des prises de vues. Quelques-unes sont en outre censées n'avoir aucune expérience sexuelle, comme Donna Edmondson, la « playmate vierge » ou, bien auparavant, Nancy Jo Hooper, Miss Février 1964 qui déclarait « Je ne connais rien au sexe ».

La playmate est une femme jeune et jolie dont l'âge se situe généralement entre 18 et 35 ans environ, l'âge moyen étant de 22 ans. La législation américaine impose que toutes les Playmates soient majeures, mais leur âge s'apprécie à la date de parution du magazine ; ainsi certaines Playmates ont pu être photographiées avant leurs 18 ans : c'est notamment le cas de Miss Janvier 1958, Elizabeth Ann Roberts (en), ce qui cause quelques difficultés à l'éditeur.

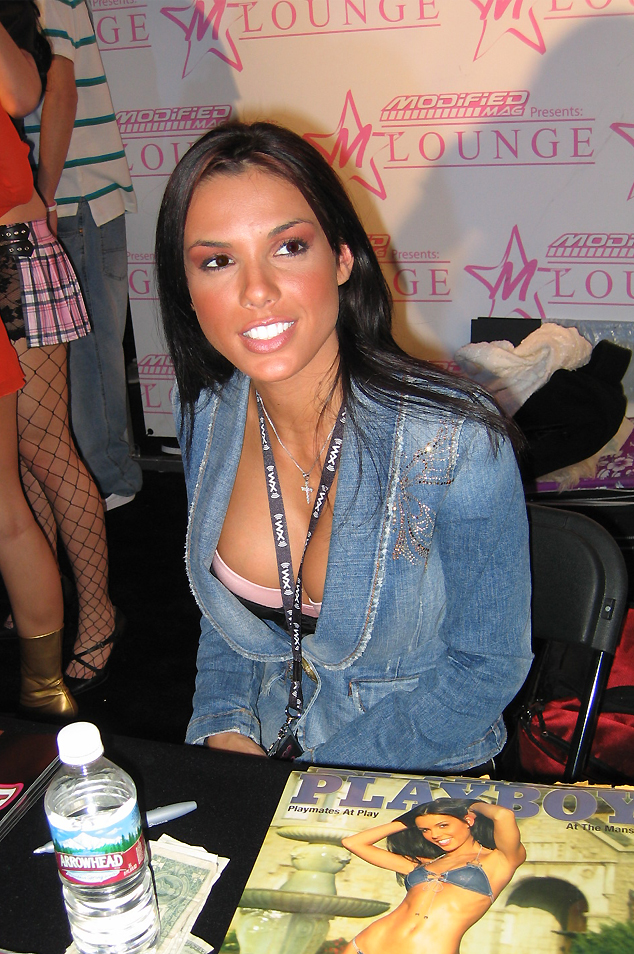
Carmella DeCesare, playmate de l'année 2004.

Il n'y a pas d'âge limite supérieur autre que celui fixé par la beauté, le charme du modèle et ses qualités photogéniques : deux d'entre elles ont été élues Playmate de l'Année à plus de 30 ans : Kathy Shower (33 ans) et Tiffany Fallon (31 ans) ; quant à Miss Janvier 2003, Rebecca Ramos (née en 1967) avait 35 ans largement révolus à la parution de ses photos.
Les mensurations sont les éléments chiffrables relatifs au physique de la jeune femme ; le poids moyen est de 52 kg ; les mensurations moyennes sont de 89 - 58 - 89 (poitrine - taille - hanches). Elles ont un peu varié au cours des ans, le tour moyen de poitrine passant de 91 cm dans les années 1960 à 86 cm en 2000. Quant aux tours de taille et de hanches, ceux-ci évoluent pour passer de 58 cm à 61 cm et de 89 cm à 86 cm. Corrélativement, la taille moyenne a plutôt augmenté, de 1,65 m à 1,70 m. La playmate d'aujourd'hui est plus grande et élancée que celle d'hier, avec une plus petite poitrine.
Elles sont majoritairement de type européen, le prototype étant une blonde (pour 42 % d'entre elles) aux yeux bleus (41 %) et à la poitrine généreuse (taille du bonnet de soutien-gorge : C).
La poitrine des playmates est un élément de leur popularité, comme en témoignent les courriers reçus des lecteurs. Certaines d'entre elles ont été particulièrement remarquées et appréciées pour la forme et le volume de leurs seins - telles Elaine Reynolds (Miss Octobre 1959), Rosemarie Hillcrest (Miss Octobre 1964), Melinda Windsor (Miss Février 1966), Fran Gerard (Miss Mars 1967), Cynthia Myers (Miss Décembre 1968), Janet Lupo (Miss Novembre 1975), Patricia Farinelli (Miss Décembre 1981), Alana Soares (Miss Mars 1983), Petra Verkaik (Miss Décembre 1989), Julianna Young (Miss novembre 1993) ainsi que des Playmates de l'Année (« Playmates of the Year », PMOY) : Marilyn Lange (1975) et Donna Edmondson (1987) en particulier. Ainsi, de nombreuses playmates ont recours à la chirurgie esthétique et aux implants mammaires pour améliorer leur silhouette : la première de toutes fut Sue Williams (en) (Miss Avril 1965).
À partir des décennies 1990-2000, les playmates de type hispanique ou slave se multiplient.

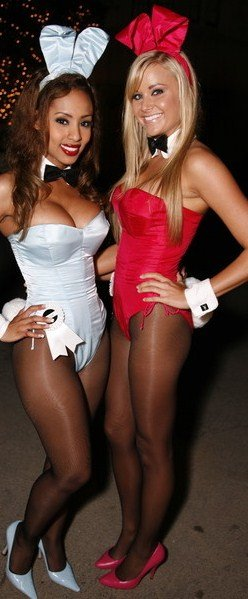
Deux Playmates de l’Année en costume de Bunny Girl : Ida Ljungqvist (PMOY 2009) et Kara Monaco (PMOY 2006).

 Cependant les autres ethnies sont également représentées. China Lee (en 1964) est la première playmate d'origine asiatique. Puis en 1965, Jennifer Jackson devient la première playmate afro-américaine. La présence de playmates de type non-européen augmente au fil des ans et peuvent atteindre le rang de Playmate de l'Année comme le font Renée Tenison, Ida Ljungqvist ou Eugena Washington (PMOY 2016).
Pendant les premières années, les modèles pouvaient ne pas poser nue, même si les seins étaient le plus souvent dévoilés. Après le début des années 1970, la nudité est devenue systématique et de plus en plus explicite, tout en restant éloignée de la pornographie et de la vulgarité[non neutre].
Théoriquement, la playmate peut n'avoir aucune expérience en tant que modèle, cependant nombreuses le sont déjà. Certaines sont lauréates de concours de beauté, depuis Marianne Gaba (Miss Illinois USA 1957) ou  June Cochran (Miss Indiana USA 1960) jusqu'à Shanna Moakler (Miss USA 1995) ou Tiffany Fallon (Miss Géorgie USA 2001) ; Miss Mai 1975, Ingeborg Sørensen avait représenté la Norvège au concours de Miss Monde 1972 et y avait obtenu le titre de 1re dauphine.
Nombre de jeunes femmes ayant commencé par être Bunny Girl dans un club Playboy ont l'occasion de devenir Playmate. L'évolution inverse est aussi possible, une Playmate pouvant être ensuite embauchée comme Bunny Girl dans un Club Playboy. Cela peut être un emploi plus ou moins durable, tandis que Playmate est une occasion de durée parfois limitée avec un cachet appréciable, et qui peut aussi ouvrir d'autres perspectives professionnelles.
Quelques-unes ont une expérience de top-model comme Sasckya Porto et Hope Dworaczyk. Elles peuvent aussi avoir déjà posé pour des campagnes publicitaires. Plusieurs d'entre elles sont issues de la filière des « Cybergirls », modèles dont les photos sont diffusées sur le site Internet Playboy Plus. Playboy organise aussi des castings dans de grandes villes ou sur des campus d'Universités : les candidates sont nombreuses à se présenter et pourront être choisies comme Coed of the week, Cybergirl ou Playmate, franchissant parfois ces différentes étapes successivement ; ainsi, Dani Mathers a été tour à tour, Cybergirl Of The Week en 2012, Cybergirl Of The Month en janvier 2013, Playmate Of The Month en mai 2014 avant d'être finalement élue Playmate Of The Year en 2015 comme l'avait fait avant elle Carmella DeCesare, devenue  Playmate Of The Year en 2004.
La playmate doit signer un contrat avec Playboy stipulant ses obligations. Pour sa collaboration, elle touche un cachet forfaitaire mais ne peut utiliser ses photos ni son titre de façon personnelle sans autorisation. Terri Welles, Miss décembre 1980 et Playmate de l'Année 1981 fut ainsi attaquée en justice par Playboy pour avoir utilisé, sur son site Internet, les termes « Playboy » et « Playmate » qui étaient déposés et protégés, et les avoir inclus dans des méta-tags à destination des moteurs de recherche. Cependant la justice finit par lui donner raison, considérant que l'utilisation du meta-tag « playmate » par Terri Welles était justifié par le fait que ce terme la décrivait et l'identifiait en tant qu'attribut de sa personnalité.
Chaque année, une playmate, choisie parmi celles de l'année qui précède) est élue Playmate de l'année (« playmate of the year » en abrégé PMOY) au mois de juin. Le choix est fait par Hefner, qui peut s'appuyer sur l'opinion des lecteurs. La première Playmate of the Year officielle fut Ellen Stratton en 1960 bien que l'expression ait été utilisée auparavant, pour Lisa Winters (Miss Décembre 1956) et Joyce Nizzari (Miss Décembre 1958).
Une playmate gagne 25 000$ américains pour son apparition dans le magazine, alors que la Playmate de l'année remporte 100 000 $ ainsi qu'une voiture (souvent de couleur rose pendant les premières années) et de nombreux autres cadeaux.
Tous les cinq ans, en janvier, paraît une Anniversary Playmate spécialement choisie pour saluer les multiples de 5 ans d'âge du magazine.
La playmate est devenue au fil des ans une véritable institution aux États-Unis et un élément de la culture nationale. Sept ans après ses débuts, grâce à elle, 25 % des numéros du magazine étaient diffusés sur les campus des universités,.

« Grâce aux Playmates, Playboy est devenu comme un rite de passage entre l'adolescence et l'âge adulte pour des générations entières d'Américains. Ce sont elles qui ont fait de Playboy le magazine pour hommes le plus vendu au monde pendant cinq décennies. Chacun se souvient de son premier numéro de Playboy et de sa première Playmate. »

Largement admirées par les hommes, les playmates peuvent aussi l'être par les femmes ; l'une d'elles, Peggy Wilkins, une informaticienne de Chicago, est même connue comme étant la plus importante collectionneuse de publications Playboy, possédant en particulier tous les numéros du magazine depuis le Numéro 1, quasiment introuvable, qui emplissent un appartement complet ; elle a été prise par cette passion à l'âge de 14 ans,,.
Les avantages financiers en font partie des motivations pour devenir playmate, de même que le désir d'accéder à la célébrité et de poursuivre une carrière dans le show business ou le mannequinat, même si les réussites marquantes dans ce domaine sont assez rares et souvent éphémères.
Poser pour Playboy a pu, dans le passé, susciter beaucoup d'hésitations, mais, les années passant, avec l'évolution des mœurs, cela a fini par être plutôt considéré comme un honneur ou un motif de fierté. Ce peut être considéré comme une expérience unique et excitante ou être la réalisation d'un fantasme ou d'un rêve de jeune fille,, largement acceptés voire encouragés par la famille. Nombreuses sont celles qui évoquent un rêve devenu réalité (a dream come true). Pour quelques-unes, poser nue permet de satisfaire une tendance à l'exhibitionnisme : Linda Beatty, Miss Août 1976, ne déclare-t-elle pas : « J'aime être une playmate parce que ça me permet de montrer mon corps au monde entier. Hello vous tous ! C'est moi, et ça me va très bien. », pendant que d'autres y voient un moyen de gagner de la confiance en soi, ou de surmonter leur timidité, comme Marianne Gravatte qui accéda au titre envié de Playmate de l'Année. Certaines espèrent trouver l'âme sœur : Chris Koren (Miss Mars 1970) avoue : « I love being a playmate because somewhere my mate is waiting; perhaps he's a Playboy reader (I hope so) (« J'aime être une playmate car quelque part, mon promis m'attend ; peut-être est-ce un lecteur de Playboy, c'est ce que j'espère ») — et de fait, nombre d'entre elles se sont mariées après avoir posé dans le magazine et suscité l'attention de leur futur compagnon.

## Historique

### Les années 1950
La première femme à orner les pages centrales de Playboy pour son tout premier numéro est Marilyn Monroe, désignée comme « Sweetheart December 1953 » (la Chérie de Décembre 1953). Hefner a acquis les droits sur sa photo pour 500 $ auprès d'un éditeur de calendriers, John Baumgarth Co., qui fournira encore les 7 suivantes.
Margie Harrison, Miss Janvier 1954 est désignée, dans le texte d'accompagnement mais pas sur sa photo, comme « Playboy's playmate for the month of January ». Elle est aussi Miss Juin 1954.
La formule évolue dès le mois suivant : Margaret Scott apparaît sur une double page portant l'inscription « Playboy's Playmate of the Month ». Elle est aussi Miss Avril 1954 et Miss Avril 1955 sous le nom de Marilyn Waltz.
C'est en décembre 1954 (Terry Ryan) que paraissent les premières photos supervisées par Playboy ; certaines montrent les coulisses d'une séance de photos, avec le directeur artistique Art Paul arrangeant les lumières et dirigeant la séance.
Miss Janvier 1955 est Bettie Page, une des plus fameuses pin-ups de l'époque, dont la photo a été achetée par Playboy pour 100 $. Elle est suivie en février par une starlette « bien dotée » : Jayne Mansfield.
Par manque de temps pour boucler l'édition de Mars 1955, ce mois est le seul où le magazine ne peut paraître, dépassé par son succès.
Les modèles professionnels qui posent généralement seins nus, vont bientôt laisser la place à des amatrices dont la poitrine sera révélée de façon beaucoup plus modeste. C'est notamment le cas de Janet Pilgrim, une employée du magazine et trois fois playmate (un record : Juillet et Décembre 1955 puis Octobre 1956), qui permet d'asseoir le mythe de la fille d'à côté (The girl next door) et marque une évolution importante : « Le fait de poser pour un magazine de charme n'est plus honteux pour une jeune femme, mais plutôt un honneur, comme d'être élue Reine de la Rentrée à l'Université » (The job of posing for a girlie magazine was now not a shame for a young woman but a kind of honor, like being chosen Homecoming Queen.) ; cependant Marguerite Empey (Miss Avril 1955 et Février 1956), une danseuse adepte du nudisme et réputée être « la femme nue la plus photographiée d'Amérique », montre ses seins sans complexes. Quant au pubis, il restera résolument tabou jusqu'à la fin des années 1960. Dès 1956, après une troisième et dernière apparition de Janet Pilgrim dans le numéro d'octobre, une même femme ne sera jamais plus d'une fois choisie comme playmate.
Les artifices les plus divers sont utilisés pour dissimuler la région pubienne : poses étudiées, angles de prise de vue, accessoires disposés de manière adéquate, vêtement appropriés ; le slip, le maillot de bain, le short conviennent mais le pantalon est particulièrement apprécié, symbole de libération de la femme.
Le dépliant central en 3 pages, dans sa forme presque définitive (la Playmate Data Sheet y sera intégrée en 1977), apparaît pour Marian Stafford, Miss Mars 1956 ; la photographe était une femme, Ruth Sondak. Le magazine franchit le cap du million d'exemplaires à partir du mois de juin. Janvier 1957 voit la première Playmate Review (article présentant une rétrospective des playmates de l'année précédente, avec des photos inédites).
En 1958, Playboy frôle le procès pour obscénité lorsque paraissent les photos d'Elizabeth Ann Roberts (en), qui n'a que 17 ans et malgré l'autorisation écrite de sa mère lors de la prise de vues. L'affaire est classée sans suite, mais Hefner prendra ensuite un soin particulier à éviter ce genre de risque[réf. souhaitée].
1958 est l'année ou apparaît le calendrier Playboy avec, pour chaque mois, une photo inédite d'une playmate récente.
En octobre 1958, fait unique, il y eut deux playmates non apparentées, Mara Corday et Pat Sheehan.

### Les années 1960

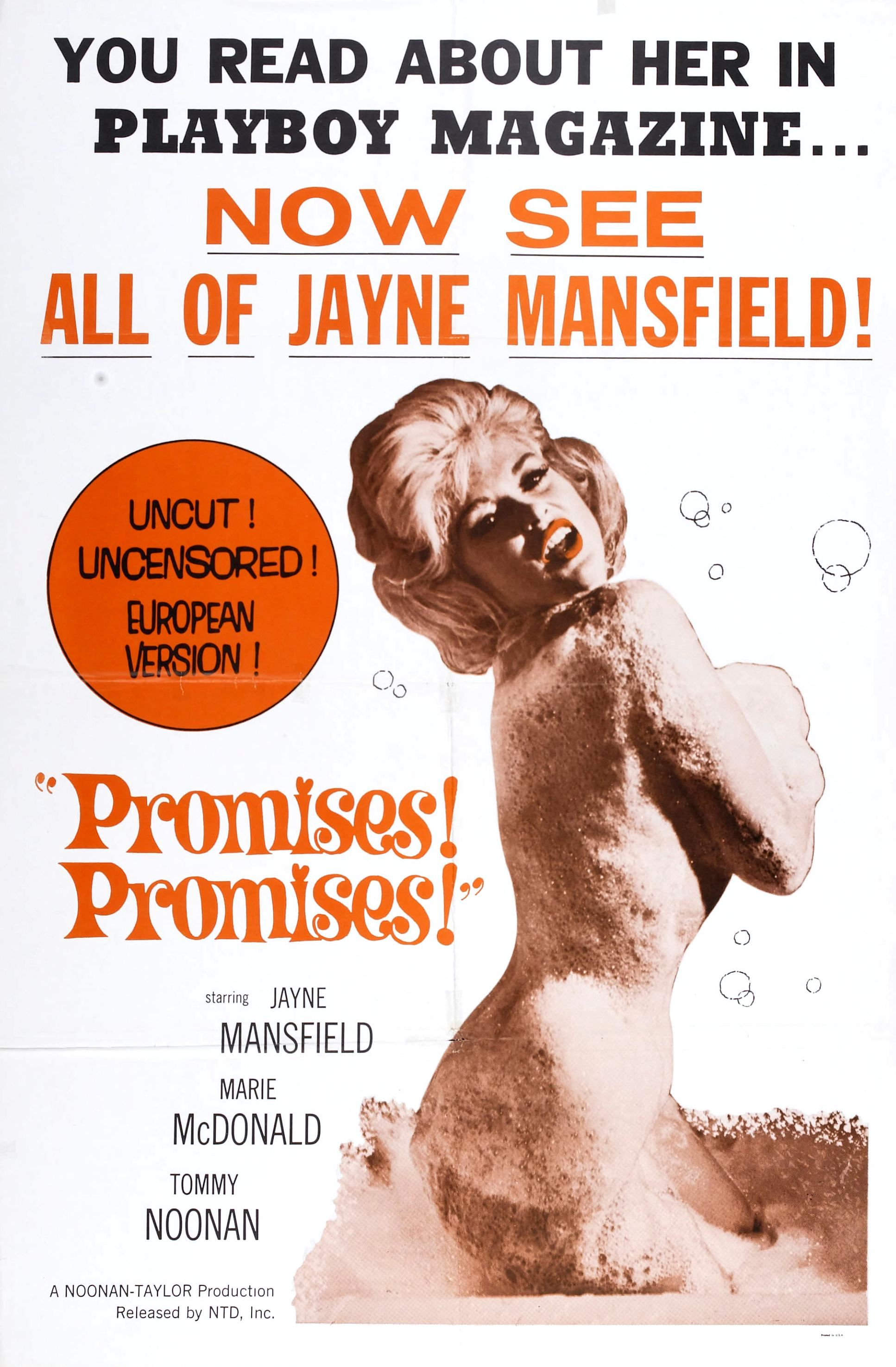
Affiche d'un film avec Jayne Mansfield évoquant le magazine.

Ellen Stratton est désignée, en Juin 1960, comme la première Playmate de l'Année officielle - l'expression ayant déjà été utilisée auparavant de façon moins formelle, pour Lisa Winters (Miss Décembre 1956) puis pour Joyce Nizzari (Miss Décembre 1958).
Miss Mars 1962, Pamela Anne Gordon, est la toute première playmate canadienne. Elle se fait remarquer par son opulente poitrine mais également par ses innombrables taches de rousseur.
Auparavant Bunny girl au Playboy Club de Chicago, Miss Août 1964, China Lee qui est native de la Nouvelle-Orléans mais d'origine chinoise, est la première playmate de type non-européen. Elle est suivie, dès Mars 1965, par l'Afro-Américaine Jennifer Jackson - un défi pour Playboy, à une époque où la ségrégation raciale est encore fortement ancrée dans les mœurs.
Miss Avril 1965, Sue Williams (en) est officiellement la toute première playmate à recevoir des implants mammaires. En fait, elle utilise son cachet pour payer l'opération, et reparaît ensuite avec sa nouvelle poitrine dans d'autres articles du magazine, qui rectifie ses mensurations en conséquence.
Pendant la guerre du Vietnam, les playmates deviennent très populaires auprès des soldats américains combattant loin de leur pays. L'une d'elles (Jo Collins, Miss Décembre 1964 et PMOY 1965), se rend en personne au Vietnam pour porter le premier numéro d'un abonnement à vie souscrit par les hommes d'une compagnie stationnée à Ben Hoa. Elle y reçoit un accueil triomphal ; sa venue inspirera une scène du film Apocalypse Now où le rôle d'une des trois playmates est tenu par Cyndi Wood, Miss Février 1973 et Playmate de l'Année 1974.
À la suite de Jo Collins, d'autres playmates reçoivent de très nombreuses lettres enflammées des militaires engagés dans le conflit, et particulièrement DeDe Lind (Miss Août 1967) et Cynthia Myers (Miss Décembre 1968). Cette dernière tient à répondre personnellement à chacun de ses admirateurs.
Dans le Washington Post, en 1967, Ward Just (en) observe : « Si la Seconde Guerre mondiale était celle de la bannière étoilée et de Betty Grable, la guerre du Vietnam est celle de Playboy. La Playmate est l'amie, la maîtresse ou la femme de chacun ».
DeDe Lind, Cynthia Myers ainsi qu'Angela Dorian (Miss Septembre 1967, PMOY 1968), Reagan Wilson (en) (Miss Octobre 1967) et Leslie Bianchini (Miss Janvier 1969) accompagnent (en photo) vers la Lune les astronautes de la mission Apollo 12 en novembre 1969. Ces photos tirées d'un calendrier Playboy, avec des légendes humoristiques, ont été glissées malicieusement par leur collègues dans leurs documents de travail.

### Les années 1970
Les années 1970 marquent l'apogée du magazine au niveau de sa diffusion mensuelle. Elles verront le déroulement de ce qu'on appellera les Guerres pubiennes (cf. infra) à l'occasion desquelles Playboy osera la nudité intégrale et de face de ses playmates.
En Octobre 1970, Playboy présente le premier couple de playmates jumelles, les sœurs Mary et Madeleine Collinson, qui se partagent le même dépliant central.
Le dépliant central de Miss Février 1971, Willy Rey (en) (qui décèdera en août 1973 à l'âge de 23 ans) est reproduit sur les actions de Playboy Enterprises, Inc.
Alors que le magazine publie depuis quelques mois des photos de modèles avec pubis visible, Miss Janvier 1971, la blonde norvégienne Liv Lindeland laisse voir sur un dépliant central un aperçu discret mais incontestable de sa toison pubienne pour la première fois - le fait passa d'ailleurs généralement inaperçu. Tout au moins est-ce la version « officielle » présentée par le magazine, puisque dès juillet 1968, le lecteur attentif pouvait deviner quelques poils de la toison pubienne de Melodye Prentiss sur son dépliant central, sans parler de Miss Juillet 1962 (Unne Terjesen) dont un rideau transparent tiré à propos laissait peu de choses à l'imagination du lecteur.
Cette toison pubienne, on la distingue nettement, derrière le bocal d'un poisson rouge, chez Miss Décembre 1971 (Karen Christy). Le mois suivant c'est la Bunny girl britannique promue Miss Janvier, Marilyn Cole, qui pose entièrement nue et de face : la nudité frontale intégrale est désormais tolérée par la censure et deviendra progressivement courante à partir de 1973. Le pantalon disparaît définitivement de la panoplie de la playmate : la dernière à en porter un sur son dépliant central est Crystal Smith, Miss Septembre 1971. Il laisse la place aux transparences indiscrètes, apparues de temps à autre depuis longtemps : Cyndi Wood (Miss Février 1973), Laura Misch (Miss Février 1975) etc.
Miss Novembre 1972, la suédoise Lenna Sjööblom inscrit son nom dans l'histoire du traitement d'images en informatique : la partie supérieure de son dépliant central est choisie (voir Lenna) par des chercheurs américains pour évaluer les algorithmes de compression d'images et est devenue de facto un standard industriel et scientifique.
En janvier 1974, Nancy Cameron est honorée d'un dépliant double-face : deux photos opposées de la jeune femme vue de face et de dos. Cette expérience restera unique.
Cependant que la concurrence (Penthouse, Hustler...) évolue carrément vers la pornographie en présentant des images de plus en plus explicites du sexe féminin, Playboy se refusera à cette tendance, malgré quelques photos plutôt provocantes en juin 1976 (Debra Peterson) ou en novembre 1977 (Rita Lee). La couverture du mois de novembre 1975 avait d'ailleurs suscité un tollé général en présentant une « fille qui avait la main dans sa culotte » : cette évolution est abandonnée et pendant les années 1980, l'érotisme de Playboy n'évolue plus guère, le magazine se focalisant sur l'aspect esthétique et raffiné de ses modèles. L'exposition de la toison pubienne dans son aspect naturel ne pose cependant plus de problème : c'est, à l'égal des seins, un élément de séduction majeur et de féminité que l'on met en valeur, par des poses étudiées et parfois en l'épilant de façon discrète.
En 1979, pour les 25 ans du magazine, Hugh Hefner invite de nombreuses personnalités des arts et du show business et toutes les Playmates depuis 1953 à une grande fête au Manoir Playboy de Los Angeles. 136 d'entre elles (parmi lesquelles 11 Playmates of the Year) assistent à cette convention exceptionnelle, depuis Neva Gilbert (Miss Juillet 1954) et Janet Pilgrim, trois fois playmate en 1955 et 1956, jusqu'à Terri Welles (future Miss Décembre 1980). Des photos de groupe immortalisent cet exceptionnel rassemblement de jolies filles.

### Les années 1980
Une tragédie marque le début de la décennie : le 14 août 1980, la Playmate de l'Année élue depuis deux mois, Dorothy Stratten, est assassinée par son pygmalion devenu son mari dont elle vient de se séparer et qui est jaloux du succès de celle qu'il a introduite dans le milieu du show business.
La playmate s'éloigne parfois de l'image de « la fille d'à côté » en posant dans des tenues très sophistiquées (Terri Welles, Lonny Chin, Donna Smith, India Allen...).
Pendant les années 1980 sont tournées les premières séquences vidéo de Playboy : Miss Janvier 1983, Lonny Chin est la première playmate à qui est consacrée une cassette vidéo. Ce support servira également pour d'autres nombreuses productions, telle le Playboy's Playmate Video Calendar diffusé à rythme annuel, avant de céder la place aux enregistrements sur DVD.
Á partir de 1986, une édition spéciale présente chaque année une rétrospective des playmates de l'année précédente (soit celles de 1985 en 1986) intitulée Playboy's playmate review présentant pour chacune d'elles plusieurs pages avec des photos inédites.
Miss Février 1989, Simone Eden est la première playmate à suivre l'exemple de sa mère, Miss Décembre 1960 : Carol Eden.
Le 1er juillet 1989, le propriétaire du magazine convole en justes (et secondes) noces avec Miss Janvier 1988, Kimberley Conrad, récemment élue Playmate of the Year pour 1989 et qui devient ainsi la seconde Mme Hefner.
Quant à Miss Avril 1986, Teri Weigel, elle rompt avec la tradition d'érotisme « soft » du magazine en étant la première playmate reconvertie en actrice pornographique.
C'est en septembre 1989 que, pour la deuxième fois, les playmates sont deux sœurs jumelles : Karin et Mirja van Breeschooten, avec un dépliant central de grande largeur.

### Les années 1990

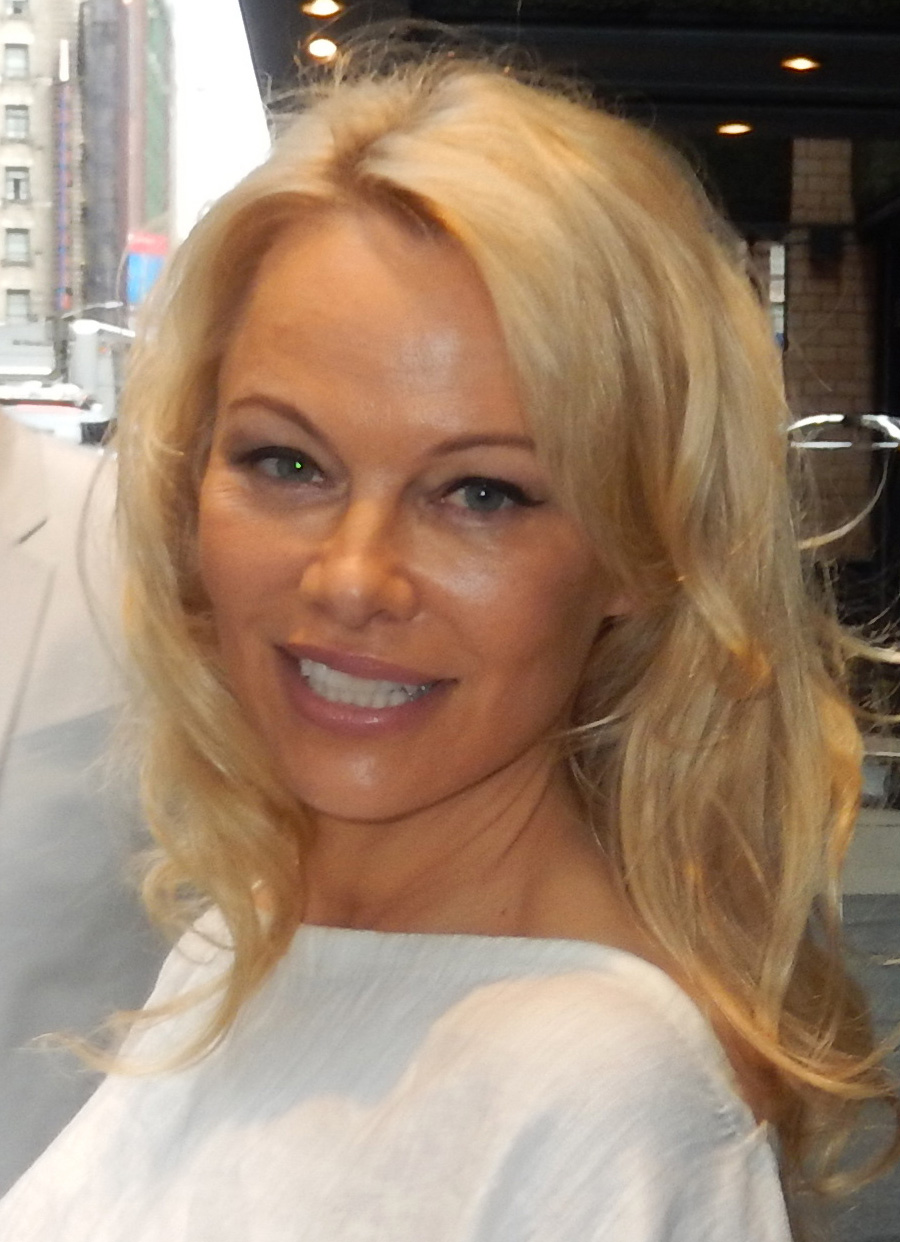
Pamela Anderson est la plus célèbre des playmates des années 1990

Pamela Anderson, Miss Février 1990 est pour la première fois en couverture du magazine en octobre 1989 : elle établira le record inégalé du nombre de couvertures en apparaissant 14 fois au total jusqu'en janvier 2016.
Les années 1990 sont importantes pour le magazine : trois de ses playmates deviendront des célébrités : Pamela Anderson (Février 1990), Anna Nicole Smith (Miss Mai 1992, PMOY 1993) et Jenny McCarthy (Miss Octobre 1993). Le magazine a l'audace d'élire « Playmate de l'Année » en 1990 une afro-américaine, Renée Tenison (Miss Novembre 1989).
Playboy devient un vivier de jeunes et jolies actrices pour des séries télévisées, fournissant par exemple de nombreuses beautés en maillot de bain pour Alerte à Malibu, successivement Erika Eleniak, Pamela Anderson, Donna D'Errico, Marliece Andrada, Brande Roderick et Alicia Rickter.
En février 1993, Jennifer LeRoy est la seconde à arborer un tatouage dans la région pubienne. La mode ne devient pas prépondérante, mais a depuis lors la faveur de quelques playmates : Gillian Bonner (avril 1996), les sœurs Bernaola (janvier 2000), etc. Gillian Bonner est aussi la première à arborer un piercing au nombril. En janvier 2007, le mot « respect » apparaîtra tatoué au-dessus du pubis de Jayde Nicole, future Playmate de l'Année.
Les années 1990 sont aussi la période ou apparaît l'épilation en « ticket de métro » (Miss Mai 1996 : Shauna Sand, Miss Novembre 1998 : Tiffany Taylor, Miss octobre 1999 : Jodi Ann Paterson...).

### Les années 2000

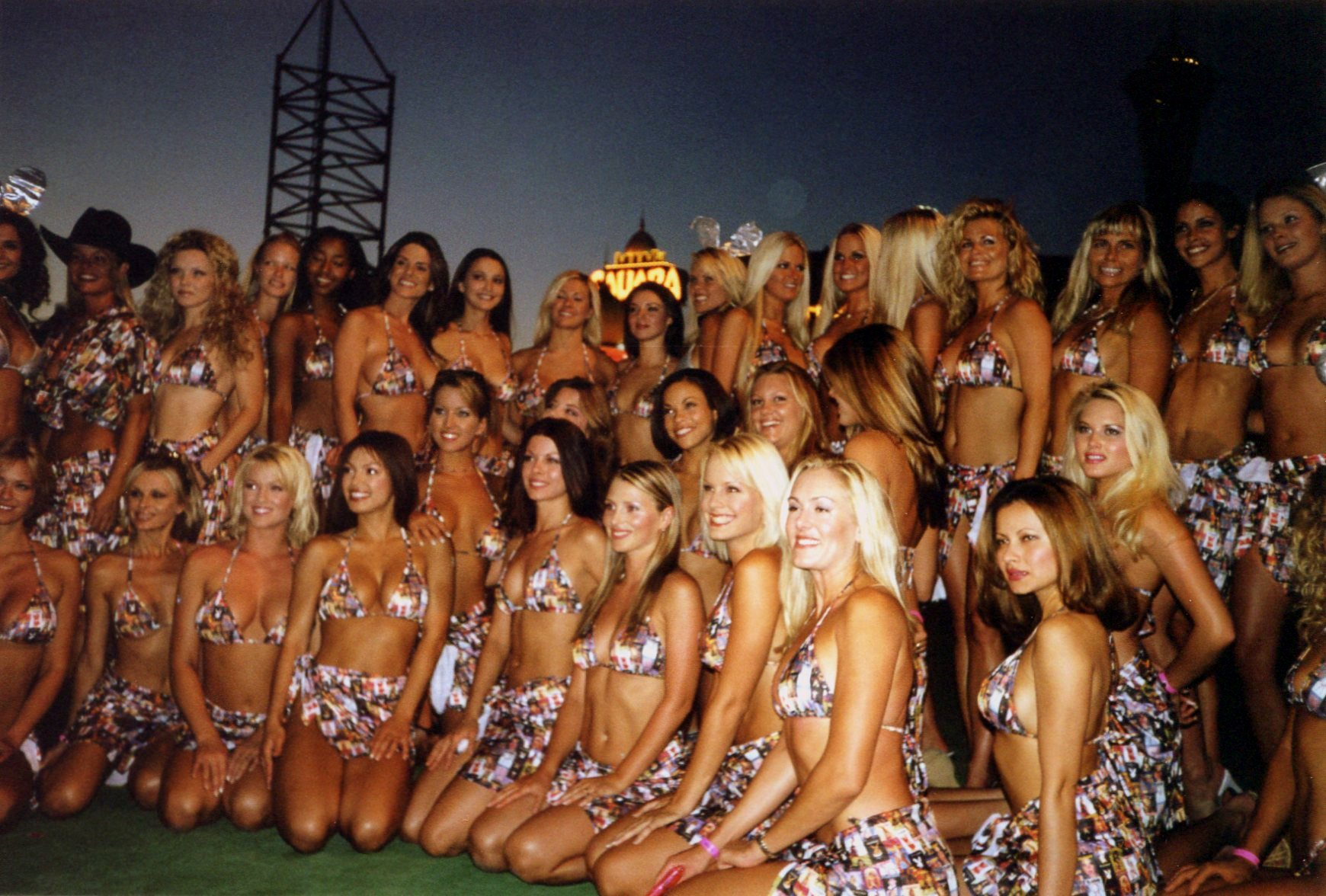
En 2000, rassemblement de nombreuses playmates de la fin des années 1990 et du début 2000

Les années 2000 commencent avec les jumelles Carol et Darlene Bernaola (Misses Janvier 2000) : le choix de Playmates jumelles devient plus fréquent que par le passé; également en proportions croissantes les playmates latino-américaines ou de type hispanique ainsi que celles issues d’Europe orientale (Russie, Ukraine...).
Toutes les nouvelles playmates ne sont pas des inconnues pour les lecteurs de Playboy également abonnés au Cyberclub : cela peut être la consécration de filles dont on a déjà admiré les courbes en tant que « Cybergirl of the Month », « Coed of the Month » ou dans les séances de casting enregistrées dans différentes grandes villes des États-Unis.
Changement aussi par rapport à la tradition : la Playmate de l’Année, à partir de Christina Santiago (Miss Août 2002, PMOY 2003), ne fait plus systématiquement la couverture du magazine au mois de juin où elle est nommée et célébrée officiellement.
Une évolution importante est inaugurée par Miss Septembre 2001, Dalene Kurtis, qui deviendra « Playmate de l’Année 2002 » : l’épilation intégrale. Cette nouvelle tendance devient rapidement prépondérante dans les mois et les années qui suivent. Quand elle n’est pas totale, l’épilation peut laisser subsister quelques poils très courts, sous la forme d’un triangle ou d’une étroite bande prolongeant verticalement la fente vulvaire (landing strip). Malgré la visibilité complète du sexe féminin, les photos restent cependant artistiques et très « soft », l’absence de toison pubienne pouvant même aboutir à un certain effacement de celui-ci.
Miss Novembre 2001, Lindsey Vuolo, est la première Playmate à revendiquer son judaïsme, soulevant des polémiques notées dans la presse avec des rabbins conservateurs (mais la première playmate juive était Miss Décembre 1966, Susan (Sue) Bernard, ou peut-être Miss Mai 1959, Cindy Fuller). Quant à Hiromi Oshima (Miss Juin 2004), première playmate japonaise, ses photos ne pourront être publiées dans l'édition locale du magazine, l'exposition du pubis restant interdite dans ce pays.
Playboy, magazine souvent honni par les féministes au motif qu'il « objectifie » le corps des femmes, s’adjoint même les services de Juliette Fretté, Miss Juin 2008, la playmate féministe posant nue au terme d’un parcours visant à étudier le fait de poser pour Playboy, d’un point de vue féministe et en tant qu’actrice impliquée.
Cependant le mythe de la « fille d'à côté » (the girl next door) s'éloigne progressivement. La notoriété attachée au statut de playmate attire maintenant des top-models : Sasckya Porto (Miss Décembre 2007), Hope Dworaczyk (Miss Avril 2009 puis Playmate de l'Année 2010).

### Les années 2010
Cette décennie est jalonnée d'événements sans précédent dans l'histoire du magazine : baisse conséquente de la diffusion, réduction du nombre annuel de numéros, changement complet de l'équipe photographique ainsi que du style du dépliant central, disparition temporaire du nu intégral, mort du fondateur, première playmate « transgenre » : toutes ces évolutions agissent de façon négative sur le lectorat traditionnel de Playboy au point que sa disparition pure et simple est parfois évoquée.
C'est en janvier 2010 que, pour la première fois depuis 1958, le même numéro (janvier/février 2010) présente deux playmates (Jaime Faith Edmondson et Heather Rae Young) et deux dépliants centraux séparés, une manière de faire des économies rendues nécessaires par les problèmes financiers dus à la baisse de la diffusion, entraînant également une chute des recettes publicitaires. Le procédé est de temps à autre repris depuis cette date, en particulier en janvier/février et juillet/août. Les numéros doubles deviennent la règle en 2017, et à partir de 2019, la publication devient trimestrielle (4 numéros par an).
Le 1er janvier 2013, le propriétaire du magazine - divorcé depuis plusieurs années de sa précédente épouse, Miss Janvier 1988 Kimberley Conrad - convole en justes (et troisièmes) noces avec une autre playmate, Miss Décembre 2009, Crystal Harris, qui devient ainsi la troisième Mme Hefner.
En octobre 2015, Playboy annonce qu'il cessera de publier des photos de femmes nues à partir de son numéro de mars 2016. Ainsi, Miss février 2016 (Kristy Garrett) est la dernière playmate à poser intégralement nue, et Miss mars 2016 (Dree Hemingway) inaugure la nouvelle formule du magazine. Mais si Playboy continue à désigner chaque mois une Playmate of the Month, celle-ci ne figure plus dans le site internet officiel (et payant) Playboy Plus (http://ma.playboyplus.com/) ; en revanche, elles sont présentes sur un site beaucoup plus soft qui leur est consacré (http://www.playmates.com/). A noter que certaines éditions étrangères, telle l'édition allemande, n'ont pas suivi cette évolution. L'objectif poursuivi est de donner à Playboy une image d'érotisme moins marquée : on pourrait l'acheter et le lire comme n'importe quel autre magazine destiné au grand public.
En fait, après un regain des ventes conjugué à une baisse des abonnements, l'expérience n'est guère concluante et le magazine renoue avec la tradition des modèles dénudés à partir du numéro double de mars/avril 2017 (Elizabeth Elam et Nina Daniele). Il est très possible que ces changements successifs de stratégie portent préjudice au magazine, anciens abonnés et nouveaux lecteurs ne s'y retrouvant plus.
En 2017, Playboy présente sept reconstitutions de couvertures du passé en faisant à nouveau poser, dans la même position et le même environnement, les playmates de l'époque : Kimberley Conrad (Janvier 1988, PMOY 1989), Charlotte Kemp (Décembre 1982), Cathy St. George (Août 1982), Monique St. Pierre (Novembre 1978, PMOY 1979), Renée Tenison (Novembre 1989, PMOY 1990), Candace Collins (Décembre 1979), et Lisa Matthews (Avril 1990, PMOY 1991).
Hugh Hefner meurt en septembre 2017. Fin 2017, Inès Rau (Miss Novembre) est la première playmate transgenre : en cherchant un nouveau souffle, Playboy s'éloigne de plus en plus de « la fille d'à côté » (The girl n'ext door), tendance poursuivie avec Geena Rocero, « Miss » Août 2019...
Depuis la première parution de Playboy jusqu'en février 2016 inclus (disparition temporaire du nu), 748 femmes (y compris Marilyn Monroe) ont posé en tant que playmate sur 746 pages centrales (ou dépliants) de 735 numéros du magazine.
Nombre d'aficionados considèrent que la dernière « vraie » playmate, dans la tradition de ce qui a fait la renommée et le succès de Playboy, est Miss Février 2016 (Kristy Garett). D'ailleurs, la dernière édition du livre The complete centerfolds  (ISBN 978-1452161037) regroupant la collection complète des reproductions de dépliants centraux de 1953 à 2016 s'arrête précisément à celui de février 2016.

### 2020
En 2020, Playboy diffuse la dernière édition trimestrielle sur papier du magazine, conséquence de la crise économique liée à la Covid-19. Si le site Internet continue de fonctionner, c'est la fin du fameux dépliant central. Dernier pied-de-nez à l'image stéréotypée de la Playmate blonde à la forte poitrine : Marsha Elle, Miss Avril 2020, est une afro-américaine handicapée physique (malformée et amputée d'une jambe).

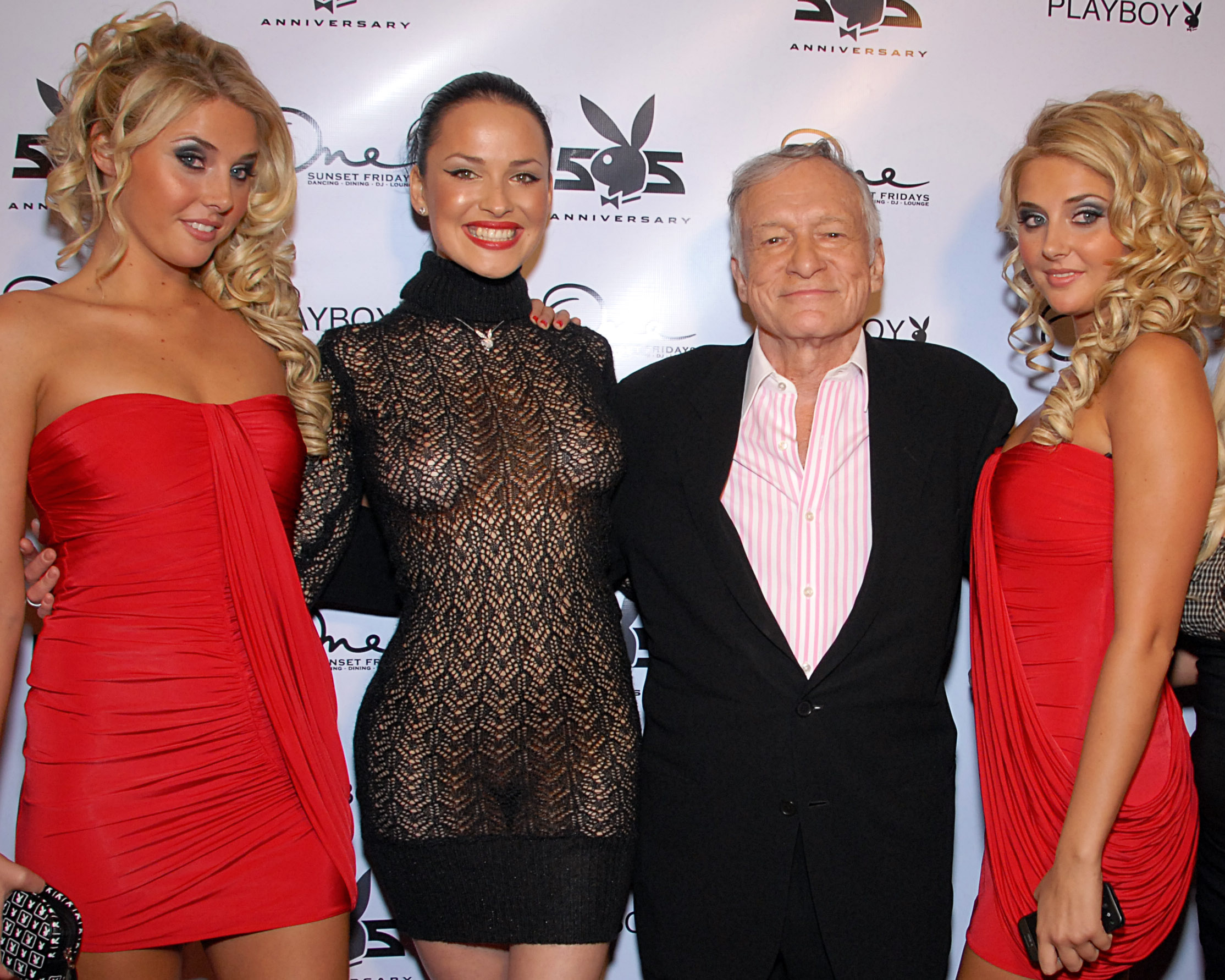
Trois playmates : Dasha Astafieva, Kristina et Karissa Shannon en compagnie de Hugh Hefner, fondateur de Playboy.

## Autres pays
Playboy possède ou a possédé de nombreuses éditions étrangères, en d'autres langues que l'anglais, pour être diffusé localement.
Dans ces éditions, le concept de la playmate est repris tel quel ou en s'adaptant à la législation du pays, soit avec les mêmes modèles que l'édition américaine, soit avec des modèles spécifiques correspondant mieux à l'intérêt du lectorat. En effet, les législations varient beaucoup quant à la publication de photos nues.
Ainsi, par exemple, dans l'édition française aujourd'hui disparue, la française Nathalie Galan, entre autres Coco-girls, a été playmate par deux fois, en avril 1986 puis en avril 1987.
En retour, certaines filles repérées dans des éditions étrangères ont pu apparaître ensuite dans l'édition américaine, ainsi notamment :
- Ursula Buchfellner, Miss Dezember 1977,
- Jolanda Egger, Miss June 1983 et Playmate des Jahres
- Janine Habeck, Miss Februar 2004 et Playmate des Jahres
- Regina Deutinger, Miss Oktober 2006

de l'édition allemande devenues respectivement Miss October 1979, Miss June 1983, Miss September 2006 et Miss April 2008 dans l'édition américaine.
Voici la liste des éditions existant ou ayant existé
- Afrique du Sud
- Allemagne
- Argentine
- Australie
- Autriche
- Brésil
- Bulgarie
- Colombie
- Corée du Sud
- Croatie
- Espagne
- Estonie
- France
- Géorgie
- Grèce
- Hong Kong
- Hongrie
- Indonésie
- Israël
- Italie
- Japon
- Lettonie
- Lituanie
- Macédoine
- Mexique
- Mongolie
- Norvège
- Pays-Bas
- Philippines
- Pologne
- Portugal
- Roumanie
- Russie
- Serbie
- Singapour
- Slovaquie
- Slovénie
- Suède
- Taïwan
- Tchéquie
- Thaïlande
- Turquie
- Ukraine
- États-Unis
- Venezuela
- Amérique latine

## Cas particuliers

### Plusieurs fois playmates
En général, une femme n'apparaît qu'une fois comme « playmate of the month ». Mais dans les premières années du magazine manquant encore de notoriété et de candidates à un job alors considéré comme honteux, quelques-unes sont apparues dans plusieurs numéros distincts. C'est le cas de Marilyn Waltz (2 fois : avril 1954, avril 1955), de Janet Pilgrim (3 fois : juillet et décembre 1955, octobre 1956), de Margie Harrison (2 fois : janvier et juin 1954) et de Marguerite Empey (2 fois : mai 1955 et février 1956). Selon certaines sources Marilyn Waltz et Margaret Scott (février 1954) seraient une seule et même personne qui serait alors apparue 3 fois en tant que playmate.

### Plusieurs playmates dans le même numéro
Il y a différents cas où le même numéro présente plusieurs playmates :
- En octobre 1958, Pat Sheehan et Mara Corday sont toutes deux playmate du mois mais n'ont aucun lien de parenté, ni même de rapport entre elles (avec un dépliant chacune) - ce cas restera unique.
- Plusieurs couples de jumelles ont été présentés : Mary et Madeleine Collinson (octobre 1970), Karin et Mirjam van Breeschooten (septembre 1989), Carol et Darlene Bernaola (janvier 2000), Deisy et Sarah Teles (mai 2003), Jennifer et Natalie Campbell (décembre 2008).
- Le cas de Kristina et Karissa Shannon est particulier : les jumelles partagent le même dépliant central dans le numéro double de juillet/août 2009 mais sont respectivement playmates du mois de juillet et d'août.

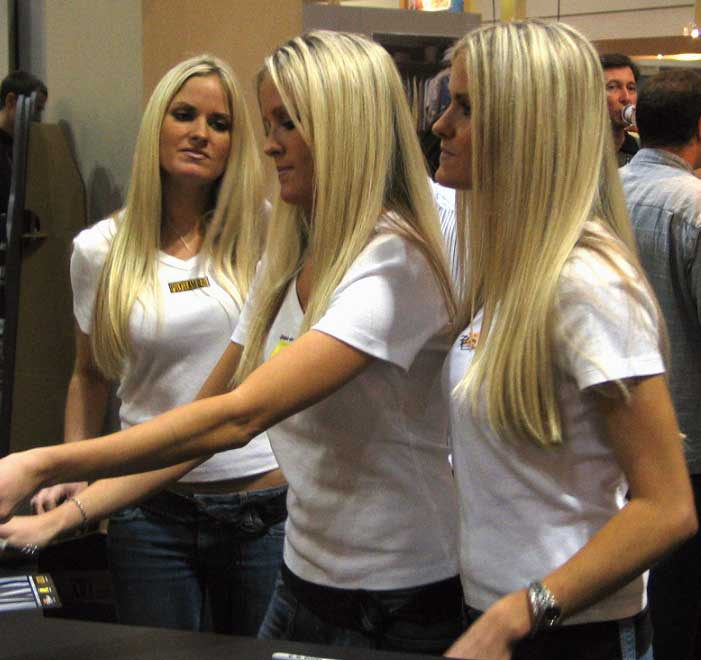
Les sœurs Dahm, playmates triplées.

- Les sœurs Dahm, playmates triplées. En décembre 1998, les 3 playmates sont des triplées : Erica, Jaclyn et Nicole Dahm.
- Depuis janvier 2010, Playboy publie parfois des numéros doubles (pour deux mois consécutifs, soit janvier/février et juillet/août) avec deux playmates et deux dépliants :
  - Janvier/Février 2010 : Jaime Faith Edmondson (janvier) et Heather Rae Young (février).
  - Janvier/Février 2012 : Heather Knox (janvier) et Leola Bell (février).
  - Juillet/Août 2012 : Shelby Chesnes (juillet) et Beth Williams (août)
  - Janvier/Février 2013 : Karina Marie (janvier) et Shawn Dillon (février).
  - Juillet/Août 2013 : Alyssa Arcè (juillet) et Val Keil (août).
  - Janvier/Février 2014 : Roos van Montfort (janvier) et Amanda Booth (février).
  - Juillet/Août 2014 : Emily Agnes (juillet) et Maggie May (août).
  - Janvier/Février 2015 : Brittny Ward (janvier) et Kayslee Collins (février).
  - Juillet/Août 2015 : Kayla Rae Reed (juillet) et Dominique Jane (août).
  - Janvier/Février 2016 : Amberleigh West (janvier) et Kristy Garrett (février).
  - Juillet/Août 2016 : Ali Michael (juillet) et Valerie van der Graaf (août).

Ces numéros doubles ont pour origine les difficultés financières du magazine (diffusion en baisse continue et chute des recettes publicitaires) et la nécessité de faire des économies.
Les numéros bimestriels (2017 et 2018) puis trimestriels (2019 et 2020) deviennent la norme, préludant à la disparition du magazine.

### Playmates de mère en fille
Il y a deux exemples de playmates de mère en fille :
- Carol Eden (miss décembre 1960) est la mère de Simone Eden, miss février 1989.
- Gale Olson (miss août 1968) est la mère de Crystal McCahill, miss mai 2009. Quarante-et-un ans plus tard, une photo de Crystal McCahill reproduit le dépliant central de sa mère, dans le même environnement (une piscine) et la même pose, chacune serrant dans ses bras une bouée fantaisie en forme de cygne, évocation moderne et parodique du mythe de Léda.

Cas différent, la mère d'une playmate peut avoir posé pour Playboy sans avoir été playmate elle-même. C'est le cas de Mariel Hemingway qui posa pour le numéro d'Avril 1982 (y compris en couverture) puis interpréta le rôle de Dorothy Stratten (PMOY 1980) en 1983 dans le film Star 80 : sa fille, Dree Hemingway devint Miss Mars 2016 dans la version relookée de Playboy (sans nudité intégrale). À noter que la sœur de Mariel, Margaux a elle-même posé pour Playboy en Mai 1990.

### Familles de playmates
Deux sœurs (pas jumelles) sont devenues playmates : Janice (miss Mai 1971) et Ann Pennington (miss Mars 1976) ainsi que deux cousines : Elaine (miss Juin 1970) et Karen Morton (miss Juillet 1978).
Parmi les cas connus de relations familiales, Donna Perry (Miss Décembre 1994) est la petite-fille par alliance de Joan Staley (Miss Novembre 1958), ayant épousé un petit-fils de son second mari.

### Playmates ayant épousé Hugh Hefner
- Kimberley Conrad, Miss Janvier 1988 puis Playmate de l'Année 1989, l'épouse en juillet 1989, lui donne deux fils et divorce en mars 2010 après plusieurs années de vies séparées. C'est sa seconde femme après Mildred Williams, épousée le 25 juin 1949 et qui lui a donné deux enfants : Christie et David.
- Crystal Harris, Miss Décembre 2009, l'épouse en janvier 2013.

## Les «guerres pubiennes»
Au cours du temps, la tendance a été de révéler de plus en plus l'anatomie des modèles. Si leur poitrine a pu être dénudée dès les premiers numéros, le dévoilement du pubis est resté tabou jusqu'au tournant des années 1960-70. C'est en août 1969 que Playboy publia pour la première fois des photos d'un modèle avec toison pubienne visible - le modèle n'était pas une playmate, mais la danseuse et actrice Paula Kelly. Sous la pression de concurrents comme Penthouse, les limites furent insensiblement repoussées, jusqu'à permettre, en 1971, l'apparition encore discrète mais effective des poils pubiens sur le dépliant central (Liv Lindeland, Miss Janvier 1971 et PMOY 1972), et en 1972, la publication de photos nues de face (Marilyn Cole, Miss Janvier 1972 et PMOY 1973) sans autre artifice que l'ombre portée d'un livre venant jeter quelque mystère résiduel sur les pilosités du modèle.
Les photos se firent de plus en plus explicites, mais Playboy refusa toute évolution vers la pornographie, mettant fin à la concurrence avec Penthouse dès avant la fin des années 1970. Les années 1980 ne virent pas d'évolution notable, sinon la banalisation de l'exposition du pubis à l'état naturel.
Au cours des années 1990 arriva la mode des « soins capillaires sous la ceinture » (below the waist hairstyle), les modèles apportant un soin particulier à l'aspect esthétique et soigné de leur toison pubienne. Après les premières années où elle est présentée « au naturel », apparaissent l'« épilation du maillot »
puis, plus sophistiquée, l'épilation dite « ticket de métro » avant d'aboutir à l'épilation totale en 2001 (Dalene Kurtis, Miss Septembre 2001 et PMOY 2002). Cette mode est devenue prépondérante et ne connaît que peu d'exceptions, même si elle n'est pas forcément du goût de tous les modèles ou de tous les lecteurs.
En mars 2016, Playboy renonce à la nudité complète des modèles, dans l'espoir d'apparaître désormais plus comme un magazine « grand public ».

## Le dépliant central
Le dépliant central (centerfold) est un des éléments caractéristiques et distinctifs du magazine. Il est intimement lié au concept de la Playmate, à tel point que celle-ci est parfois désignée : Centerfold girl (« La fille du dépliant ») et même plus brièvement : Centerfold. Il constitue l'élément principal des pages consacrées au modèle : l'aspect artistique y est (théoriquement) aussi important, voire plus, que l'aspect érotique et un soin tout particulier est apporté à assurer la perfection de la photo, également sur le plan technique : selon Pompeo Posar, réaliser le cliché du dépliant central prend énormément de temps, de trois jours jusqu'à deux semaines. Les photos sont d'ailleurs retouchées et, plus tard, le logiciel Photoshop est largement utilisé pour corriger les petites imperfections.
Pendant les tout premiers mois, les photos restent très « académiques », comme de simples photos de nu ; puis viendront des clichés bâtissant un mini-scénario : Bettie Page (Miss Janvier 1955) en Père Noël coquin décorant le sapin, ou Eve Meyer (Miss Mai 1955) posant en déshabillé vaporeux assise langoureusement sur le tapis devant la cheminée allumée. Dorénavant, les photos suggèrent une scène de la vie courante vécue en complicité avec le lecteur.
Dans quelques numéros anciens, la présence d'un homme est suggérée : une silhouette floue apparaît en arrière-plan sur le dépliant de juillet 1955 (Janet Pilgrim) ; en septembre 1955, Anne Fleming monte un escalier en tirant la main d'un partenaire invisible ; en novembre 1956 (Betty Blue), la main d'un homme offre du feu à la jeune femme pendant la séance de pose. Cette présence peut aussi être sous-entendue de façon plus subtile : deux verres à cocktail devant Eve Meyer, deux tasses sur le plateau du petit-déjeuner de Marguerite Empey, un jeu de backgammon devant Lynn Turner (Miss Janvier 1956) ou d'échecs devant Gloria Walker (Miss Juin 1956) - quant à Alice Denham, (Miss Juillet 1956), elle se livre à une bataille de polochons endiablée contre un partenaire invisible. Ces expériences n'ont pas de suite : depuis lors, la playmate est le sujet exclusif de la photo. Celle-ci est photographiée de façon à suggérer une relation particulière, de proximité avec le lecteur : sur le dépliant central, la playmate fixe l'objectif de l'appareil photo - donc apparemment le lecteur, dans une attitude qui pourra être de surprise, de retenue, d'intérêt, de connivence, de séduction... et ceci avec une seule et unique exception : Miss Octobre 1974, Ester Cordet.
Dans les tout premiers numéros, la photo principale de la Playmate occupe une seule page ; en juillet 1955, la photo de Janet Pilgrim s'étend sur deux pages : elle est donc pliée par le milieu (centerfold). En mars 1956 (Marian Stafford), c'est l'espace de trois pages qui est utilisé, d'où nécessité de plier la page de droite afin de relier la revue. Ainsi, pour pouvoir admirer la photo, il faut tourner le magazine à l'horizontale avant de la déplier, sauf si la Playmate pose couchée, cas plus rare.
Après quelques tentatives de photos plus suggestives et provocantes dans les années 1970, par exemple avec Miss Juin 1976 (Debra Peterson) ou Miss Novembre 1977 (Rita Lee), pendant plus de quarante ans, le dépliant central se cantonne strictement au domaine de la photo « de charme » mettant l'accent sur la beauté du modèle, la sophistication du décor et des accessoires, la qualité graphique de la composition, la perfection technique de la photo.

« [Playboy] est avant tout le magazine que l'on regarde en le faisant basculer de côté et en dépliant sa page centrale »

— geste immortalisé par James Bond dans le film Au service secret de Sa Majesté,.
Le dépliant central a vocation à être détaché de la revue pour pouvoir être accroché en décoration au mur. Jusqu'en septembre 1985, il était relié à la revue par des agrafes : de ce fait, le détacher laissait inévitablement subsister sur la photo la trace des agrafes, quel que soit le soin apporté à l'opération. Depuis lors, le mode de reliure a été modifiée (dos collé) : le dépliant se déploie à présent en trois parties détachables selon un pointillé prédécoupé près de la reliure, ce qui permet de le séparer de la revue sans laisser de traces autres que les pliures.
De façon traditionnelle, la photo du dépliant ne porte pas le nom de la Playmate, mais sa signature (depuis octobre 1975, Jill de Vries) et une phrase indiquant simplement le mois, par exemple « MISS FEBRUARY - PLAYBOY'S PLAYMATE OF THE MONTH ».
Symbole majeur du magazine, le dépliant central marque de façon particulière l'évolution de celui-ci en ce qui concerne les normes morales communément acceptées : ainsi, celui de janvier 1971 honorant la Playmate Liv Lindeland est remémoré comme le premier à laisser apparaître, de façon d'ailleurs très discrète, les poils pubiens du modèle, alors que des photos publiées précédemment avaient atteint la même audace. Il en a été de même en janvier 1972 (Marilyn Cole) : premier nu de face intégral. De façon plus graduelle, la succession des dépliants des années 1990 permet de suivre la tendance à soigner de plus en plus l'apparence et la forme de la toison pubienne, aboutissant à son épilation complète en septembre 2001 (Dalene Kurtis). On note que les initiatrices des évolutions mentionnées ci-dessus y ont gagné le titre de « Playmate de l'Année ».
L'envers du dépliant s'étale sur trois pages : l'une d'elles porte une photo pleine page du modèle, la seconde la Playmate Data Sheet (depuis juillet 1977, Sondra Theodore), la troisième une page d'histoires drôles, généralement érotiques, intitulée Playboy's Party Jokes, agrémentée des facéties des malicieuses Femlins.
Miss janvier 1974 (Nancy Cameron) a été honorée d'un dépliant recto-verso, avec une photo prise de face et la photo exactement symétrique prise de dos ; c'est le seul exemple. En septembre 1989, les jumelles Karin et Mirjam Van Breeschooten sont gratifiées de l'unique dépliant en double largeur. Et en avril 2009, Hope Dworaczyk (future Playmate de l'Année) bénéficie du premier dépliant en 3D, également unique : les lunettes spéciales sont fournies avec le magazine.
Un recueil complet (édition de luxe fournie dans une mallette) de l'ensemble des dépliants au format original, de 1953 a 2005 été édité en 2007 (The complete centerfolds). Un livre de format réduit complété de l'année 2006 a été publié en 2008 (voir la bibliographie ci-dessous) ; une seconde édition inclut jusqu'à Février 2016 (Kristy Garrett, dernière playmate avant l'élimination du nu intégral).

## LaPlaymate Data Sheet
La Playmate Data Sheet (Fiche des données de la Playmate) résume, sur une page (au dos du dépliant central) et sous la forme d'un tableau normalisé, les principales caractéristiques physiques et traits de caractère de la Playmate. La toute première Playmate Data Sheet a été réalisée pour Sondra Theodore (Miss Juillet 1977). Les données sont complétées de façon manuscrite par la Playmate elle-même.
La liste n'en est pas figée, mais comprend toujours : nom et prénom, mensurations (tours de poitrine, taille et hanches), hauteur, poids, date et lieu de naissance.
Les autres rubriques peuvent varier, mais visent à en tracer un portrait psychologique succinct.
Par exemple :
- Stacy Fuson (miss Février 1999) : Ambitions - Turn-ons (ce qui me plaît) - Turnoffs (ce qui me déplaît) - Things I can't live without (les choses sans lesquelles je ne peux vivre) - Places I've been lately (les endroits ou je suis allée récemment) - Words to live by (les préceptes à suivre) - What makes a woman sexy (ce qui rend une femme désirable).
- Jillian Grace (miss Mars 2005) : Ambitions - Turn-ons (ce qui me plaît) - Turnoffs (ce qui me déplaît) - Best advice I ever got (le meilleur conseil que j'aie reçu) - Why I love Missouri (pourquoi j'aime le Missouri) - TV shows I can't miss (les émissions de TV que je ne rate à aucun prix) - Sexiest man alive (l'homme en vie le plus sexy) - If money was not an issue, I'd buy (si l'argent n'était pas une limite j'achèterai...)

Toutes les informations sont complétées de façon autographe par la playmate. La page comprend en outre une photo récente et trois photos remontant à l'enfance et/ou à l'adolescence de la jeune femme et annotées par elle-même.
À partir de mars 2016 (Dree Hemingway), le format et l'esprit sont totalement modifiés ; la Playmate Data Sheet devient beaucoup plus impersonnelle. Le titre devient Data Sheet, la date de naissance et les mensurations ne sont plus indiquées. Le texte, comportant une petite dizaine de paragraphes sur des sujets variés, est imprimé et beaucoup plus rédigé, avec la signature de la playmate. Les trois petites photos, non commentées. ne réfèrent plus à son enfance ou à son adolescence.

## Le monde dePlayboy
Après son apparition dans le magazine, la Playmate peut rester en étroit contact avec le monde de Playboy.
L'année suivante, elle apparaît en janvier avec ses consœurs, dans un article intitulé Playmate review rassemblant des photos inédites. Elle participe à l'élection de la Playmate de l'Année (Playmate of the Year, PMOY) à laquelle est consacré, en juin, un article spécial. Jusqu'en 2002 inclus (Dalene Kurtis), elle apparaissait aussi sur la couverture de ce même numéro. Plus tard elle pourra refaire quelques apparitions dans de nouveaux articles tels que Playmate revisited (mais sans dépliant central). Des photos peuvent être reprises pour les cahiers spéciaux (Newsstand Specials, "NSS"), les calendriers, séquences vidéo (Playmate Profile, Playmate Video Calendar...), etc. Ses photos ou ses vidéos, inédites ou pas, restent par ailleurs largement accessibles sur le site Internet (payant) du Cyberclub Playboy. De nombreuses playmates créent leur propre site Internet, lié ou pas à celui de Playboy.

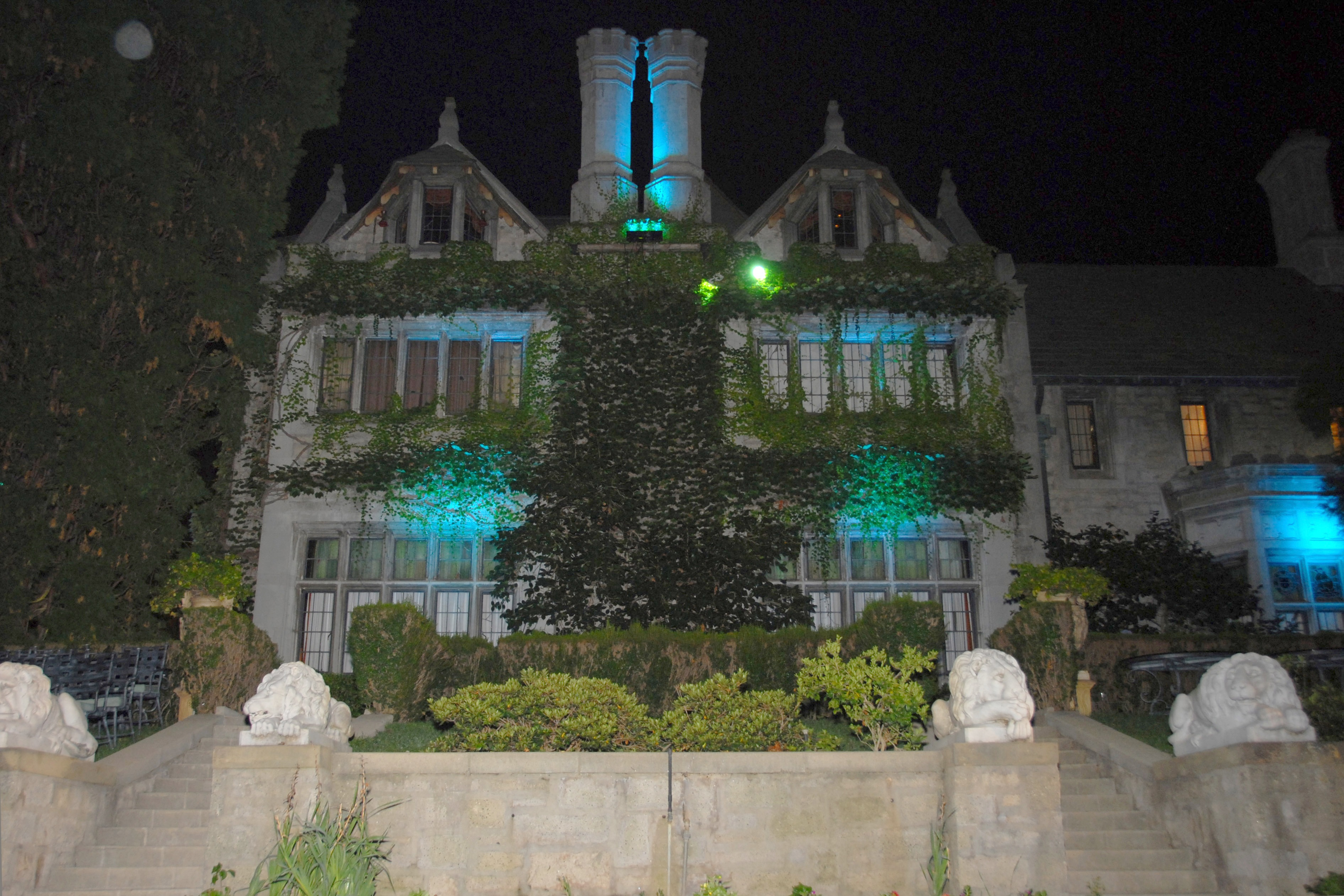
Le manoir Playboy.

La playmate du mois participe à des actions et événements promotionnels au profit de Playboy, organisés dans le manoir Playboy ou ailleurs. Lorsque Playboy offrait la possibilité de souscrire des abonnements à vie, le premier numéro du magazine était apporté personnellement au souscripteur par une playmate.
Certaines playmates, à la faveur de leur activité pour le magazine ou des soirées mondaines courues par la jet-set au manoir Playboy, ont rencontré et épousé des personnalités connues, telle Patti McGuire (Novembre 1976, PMOY 1977), qui épousa le champion de tennis Jimmy Connors. D'autres atteignent une certaine célébrité ou un succès professionnel à la suite de leur apparition comme Playmate de Playboy notamment Pamela Anderson (février 1990), Anna Nicole Smith (mai 1992, PMOY 1993), Jenny McCarthy (octobre 1993, PMOY 1994)... Quelques playmates de l'édition US restent connues en France, après leur reconversion, dans ce dernier pays. C'est le cas par exemple de Jeane Manson (août 1974) et Victoria Silvstedt (décembre 1996, PMOY 1997). Sans aller au mariage, plusieurs playmates ont eu des liaisons amoureuses avec des personnages importants, telles Marilyn Monroe avec John F. Kennedy ou Karen McDougal (Miss Décembre 1997 et PMOY 1998) avec Donald Trump avant qu'il ne soit élu président des États-Unis.
De nombreuses playmates ont fréquenté de façon plus ou moins prolongée le fondateur du magazine, Hugh Hefner. Notoirement connues dans ce cas sont ainsi : Janet Pilgrim, Joyce Nizzari, Joni Mattis (novembre 1960), Donna Michelle, Karen Christy (décembre 1971), Marilyn Cole, Lillian Müller, Sondra Theodore (juillet 1977), Shannon Tweed, Kimberley Conrad, Brande Roderick, Tina Jordan (mars 2002), les jumelles Karissa et Kristina Shannon (juillet/août 2009), Crystal Harris... Kimberley Conrad épouse Hefner en juillet 1989 et lui donne deux fils avant de divorcer en mars 2010. Crystal Harris et Hefner se fiancent et annulèrent, quelques jours auparavant, leur mariage prévu le 18 juin 2011 mais finissent par s'épouser le 31 décembre 2012.
En 1979, pour les 25 ans du magazine, Hugh Hefner invite toutes les Playmates depuis 1953 à une grande fête au Manoir Playboy de Los Angeles. 136 d'entre elles assistent à cette convention exceptionnelle, depuis Neva Gilbert (Miss Juillet 1954) jusqu'à Terri Welles.

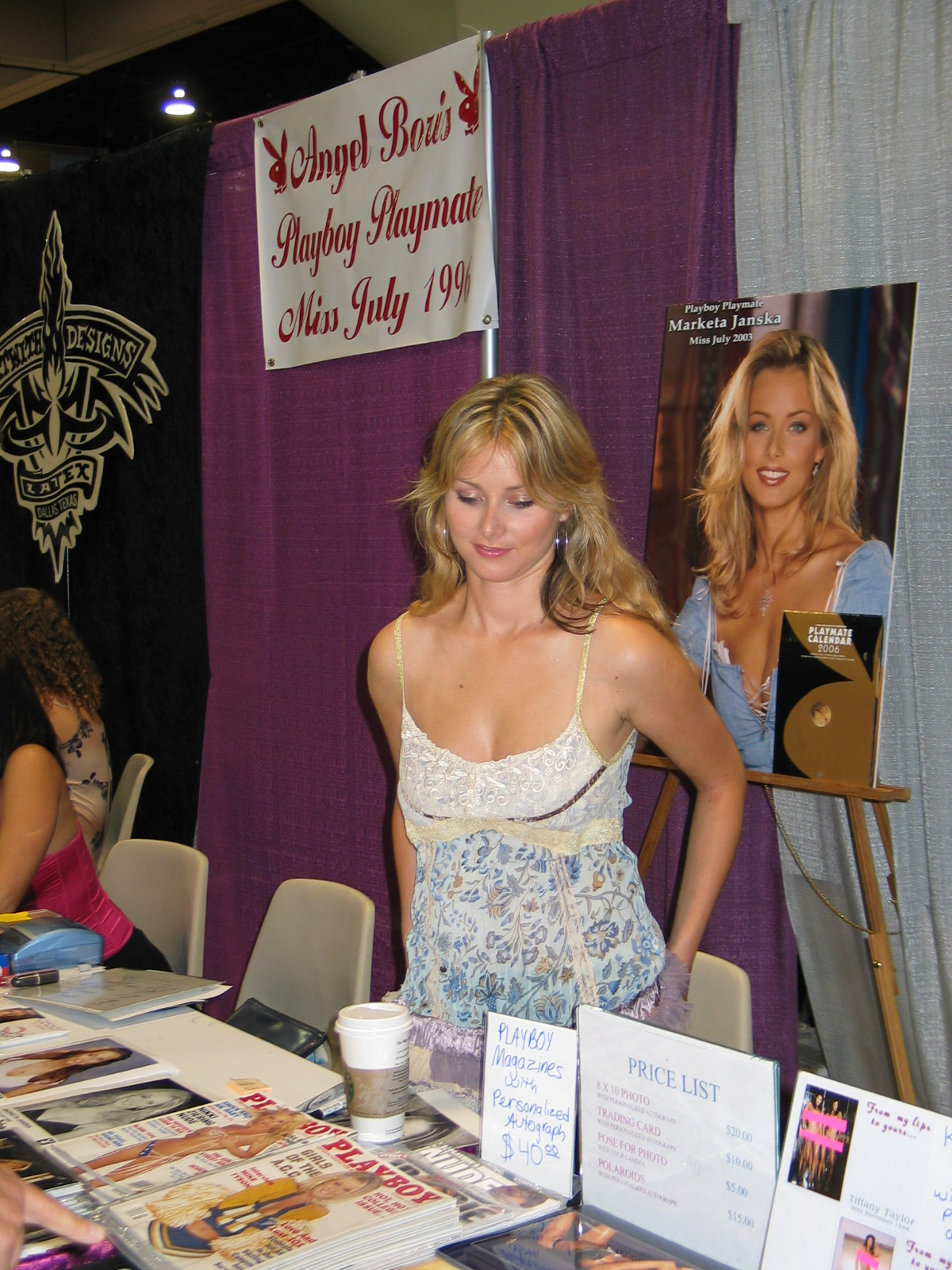
Marketa Janska, Miss Juillet 2003, a un stand d'un Comic Con

Si de nombreuses playmates sont retournées dans l'anonymat, quelques-unes ont publiquement et complètement rompu avec leur passé au sein du monde de Playboy, telles Surrey Marshe (Miss Janvier 1967) qui écrivit un livre sur son expérience : The girl in the centrefold (sic) ou encore Daina House (Miss Janvier 1976), qui se tourna vers une église évangélique dont elle est à présent pasteur.
Quelques playmates feront des infidélités à Playboy en posant, plus tard, pour le concurrent Penthouse : après avoir été nommée Playmate du mois en mai 1997, Linn Thomas est la première à devenir Penthouse Pet en octobre 2000 avant de poursuivre sa carrière en tant qu'actrice pornographique. Victoria Zdrok, playmate du mois en octobre 1994 devient Pet of the Month de Penthouse en juin 2002, avant d'être choisie comme « Pet of the Year » de 2004. Un autre exemple de playmate devenue par la suite Pet of the Month pour Penthouse est Alexandria Karlsen (Miss March 1999) en juillet 2006.
Peu nombreuses, quelques-unes sont d'ailleurs allées plus loin dans l'éloignement de l'érotisme « soft » de Playboy en abordant une carrière d'actrice pornographique, tel est le cas de Teri Weigel ou plus récemment Heather Carolin.
Nombre de playmates gardent le contact avec leurs fans en participant aux Glamourcons, conventions se tenant de temps à autre dans différentes villes des États-Unis, et réunissant également d'autres pin-ups et modèles de charme, etc.
Plusieurs playmates sont devenues très critiques du comportement de Hugh Hefner vis-à-vis des femmes en général et des playmates en particulier ainsi d'ailleurs que celui d'invités habituels de ce dernier, tel que Bill Cosby. C'est le cas notamment de Miki Garcia (Miss Janvier 1973) et de Sondra Theodore (Miss Juillet 1977). La première a été pendant plusieurs années Director of Playmate promotions avant de quitter l'entreprise en 1982 par suite des abus à l'encontre des playmates. La seconde a été pendant cinq ans la petite amie de Hefner avant de s'apercevoir que ce dernier l'avait abusée pendant toute cette période,. Les deux expriment, plus tard, leur expérience malheureuse avec le fondateur de Playboy, après la mort de ce dernier, dans le documentaire en 10 saisons intitulé Secrets of Playboy. Hefner y est décrit comme un prédateur et un maniaque sexuel amateur d'orgies, un manipulateur capable de les droguer pour parvenir à ses fins.

## Un destin pas toujours heureux
Quelques unes connaissent un destin tragique, telles Dorothy Stratten ou Star Stowe qui furent assassinées, ou d'autres décédées à la suite de divers accidents - et notamment Eve Meyer, qui périt dans la catastrophe aérienne de Ténérife ou Jayne Mansfield et Claudia Jennings lors d'accidents de la circulation, tout comme Carol Willis, Miss Juillet 1970 qui n'avait que 20 ans. Marilyn Monroe ou Anna Nicole Smith finirent par se suicider.
Angela Dorian purge une peine de prison pour tentative de meurtre sur son mari ; quant à Brandi Brandt, Miss Octobre 1987, elle est condamnée, en août 2014 en Australie, à six ans de prison pour trafic de drogue. Stephanie Adams (en) (Miss Novembre 1992) se suicide en mai 2018 en se jetant du 25e étage d'un hôtel new-yorkais, entraînant dans la mort son fils âgé de 7 ans,.

## Decybergirlàplaymate
Plusieurs jeunes femmes devenues playmates ont commencé leur carrière chez Playboy en tant que « cybergirl » (modèle de charme pour le site Internet de Playboy).
| Cyber Girl Playmate | CGOW                                | CGOM          | CGOY | PM             | PMOY |
| ------------------- | ----------------------------------- | ------------- | ---- | -------------- | ---- |
| Stephanie Heinrich  | 1–10 septembre 2000                 | Janvier 2001  |      | Octobre 2001   |      |
| Rebecca Ramos       | 3–9 septembre 2001                  |               |      | Janvier 2003   |      |
| Charis Boyle        | 27 août– 2 septembre 2001           |               |      | Février 2003   |      |
| Carmella DeCesare   | 21–27 octobre 2002                  | Février 2003  |      | Avril 2003     | 2004 |
| Tailor James        | 24–30 septembre 2001                | Janvier 2002  |      | Juin 2003      |      |
| Audra Lynn          | 12–18 août 2002                     |               |      | Octobre 2003   |      |
| Nicole Whitehead    | 28 janvier – 3 février 2002         | Mai 2002      |      | Mai 2004       |      |
| Kimberly Holland    | 26 janvier – 1er février 2004       | Mai 2004      |      | Octobre 2004   |      |
| Monica Leigh        | 29 août– 4 septembre 2005           | Décembre 2005 | 2006 | Mars 2006      |      |
| Stephanie Larimore  | 31 janvier– 6 février 2005          | Mai 2005      |      | Juin 2006      |      |
| Sarah Elizabeth     | 26 décembre 2005 – 1er janvier 2006 | Avril 2006    |      | Novembre 2006  |      |
| Candice Cassidy     | 10-16 juillet 2006                  | Novembre 2006 |      | Juin 2009      |      |
| Jessa Hinton        | 22-28 juin 2009                     | Octobre 2009  |      | Juillet 2011   |      |
| Tiffany Toth        | 21-27 novembre 2005                 | Mars 2006     |      | Septembre 2011 |      |
| Beth Williams       | 14-20 septembre 2009                | Janvier 2010  |      | Août 2012      |      |
| Dani Mathers        |                                     | Janvier 2013  |      | Mai 2014       | 2015 |
| Kaylia Cassandra    | Juin 2012                           |               |      | Juin 2015      |      |
| Ana Cheri           | Février 2013 et Mai 2013            |               |      | Octobre 2015   |      |
| Amberleigh West     | Avril 2015                          |               |      | Janvier 2016   |      |

## Les photographes
Au cours des années, de nombreux photographes ont collaboré à Playboy pour les photographies de Playmates.
Plusieurs photographes peuvent participer à l'illustration du pictorial (article photographique consacré à la playmate) : ainsi de Ruth Guerri (juillet 1983) pour laquelle ont collaboré Pompeo Posar, Arny Freytag et Stephen Wayda.
Les plus actifs sont :
- Mario Casilli : 57 playmates (mais 56 dépliants[CC 3])[71], entre Septembre 1957 et Octobre 1981.
- Pompeo Posar : 63 playmates (mais 58 dépliants[CC 3])[72], entre Août 1962 et Mai 1997.
- Richard Fegley : 91 playmates (mais 85 dépliants[CC 3]), entre Juillet 1972 et Juillet 2001.
- Arny Freytag : 182 playmates, entre Octobre 1977 et Décembre 2012.
- Stephen Wayda : 177 playmates, entre Mai 1983 et Avril 2013.
- Ana Dias : depuis 2012[73].

Arny Freytag et Stephen Wayda ont été, pendant une dizaine d'années et jusqu'en février 2013, pratiquement en situation de monopole. Depuis mars 2012 cependant sont apparus de nouveaux noms : Sasha Eisenmann, Tony Kelly, Josh Ryan, qui apportent un certain changement dans l'esthétique du dépliant central et renouvellent le style même des playmates qu'ils photographient.

## European Playmate
En France, au Luxembourg et en Belgique, le magazine n'est pas (ou n'est plus) commercialisé. Il existe cependant un titre, sous licence officielle playboy, appelé « European Playmate ». Ces modèles représentent officiellement la société Playboy et font la tournée des clubs et des événements en Europe.[à vérifier]